# 2021 en science
| Années de la science : 2018 - 2019 - 2020 - 2021 - 2022 - 2023 - 2024    |
| Décennies de la science : 1990 - 2000 - 2010 - 2020 - 2030 - 2040 - 2050 |

Cette page concerne les avancées et évènements scientifiques de l'année 2021.

## Évènements

### Janvier
- 13 janvier : la première greffe des deux bras et des deux épaules jamais faite est effectuée à l'Hôpital Édouard-Herriot sur un patient islandais, à Lyon en France[1].
- 14 janvier : publication dans Science Advances d'un article de l'Université de Griffith (Australie) qui annonce la découverte - en 2017 dans la grotte de Leang Tedongnge sur l'Île de Sulawesi en Indonésie - d'une peinture rupestre représentant un cochon verruqueux de Sulawesi[2] ; la peinture a été datée par Maxime Aubert, de la même université, en analysant à l'uranium-thorium des échantillons de calcite qui s'étaient déposés dessus, qui amène à estimer son âge à au moins 45 500 ans, ce qui en ferait le plus vieil art rupestre connu au monde[2].
- 15 janvier :
  - selon le décompte de l'Organisation mondiale de la santé, la barre des 2 millions de morts dans le monde causés directement par la Pandémie de Covid-19 est dépassée[3].
  - publication de la théorie cosmologique dite de relativité intriquée permettant de respecter le principe de Mach[4].

### Avril

Premier vol d'Ingenuity

- 17 avril : plus de 3 millions de morts du Covid-19 ont été officiellement recensés dans le monde depuis sa découverte en Chine en décembre 2019, selon un comptage réalisé par l'AFP à partir de bilans fournis par les autorités de santé[5].
- 19 avril : l'hélicoptère Ingenuity est le premier engin motorisé à effectuer un vol stationnaire dans l'atmosphère de Mars.
- 20 avril : le démonstrateur MOXIE de la mission Mars 2020 réussit à produire de l'oxygène à partir de dioxyde de carbone de l'atmosphère de Mars.

### Juillet
- 7 juillet : La barre des 4 millions de décès à cause du covid-19 officiellement répertoriés est dépassée, et le bilan réel est « très certainement » sous-évalué selon Tedros Adhanom Ghebreyesus, le directeur de l'Organisation mondiale de la santé, alors que depuis quelques semaines le variant delta du SARS-CoV-2 a fait repartir les contaminations à la hausse dans de nombreux pays[6].
- 11 juillet : la biologiste moléculaire belge Anne Vankeerberghen rend public le cas d'une nonagénaire — admise à l'hôpital OLV d'Alost le 3 mars 2021 et décédée du covid-19 le 8 mars - infectée simultanément par deux variants du SARS-CoV-2, l'alpha ("variant britannique") et le beta ("variant sud-africain"), ce qui en fait l'un des premiers cas documentés et le premier cas confirmé de coinfection par deux variants préoccupants — il y a deux autres cas suspects au Brésil signalés en janvier 2021 et dont la confirmation était toujours en cours en juillet[7].
- 18 juillet : première vente et première utilisation en-dehors d'un essai clinique d'un cœur artificiel Aeson (mis-au-point et vendu par la société française Carmat), implanté le jour-même avec succès par l’équipe du Dr Ciro Maiello au centre hospitalier de Naples, sur un patient italien[8].
- 28 juillet : publication d'une étude identifiant des réflexions lumineuses provenant de la face cachée du trou noir central de la galaxie I Zwicky 1 (800 millions d’années-lumière). Cette étude confirme la théorie de la relativité générale d'Albert Einstein concernant la courbure de l'espace par des objets supermassifs[9],[10].

### Août
- 8 août : la nova récurrente RS Ophiuchi redevient visible[11].

### Octobre
- 25 octobre : publication des performances exceptionnelles de deux ordinateurs quantiques chinois de technologies différentes : Zuchongzhi 2 (supraconducteur) et Jiuzhang 2 (photonique).

### Novembre
- 24 novembre : La mission DART est lancée pour tenter pour la première fois une méthode permettant de dévier un astéroïde susceptible de s'écraser sur la Terre (astéroïde géocroiseur), elle devrait se terminer en septembre ou octobre 2022.

## Prix
- Prix Nobel
  - Prix Nobel de physiologie ou médecine : David Julius et Ardem Patapoutian
  - Prix Nobel de physique : Syukuro Manabe, Klaus Hasselmann et Giorgio Parisi
  - Prix Nobel de chimie : Benjamin List et David MacMillan
- Prix Lasker
  - Prix Albert-Lasker pour la recherche médicale fondamentale : Karl Deisseroth, Peter Hegemann et Dieter Oesterhelt (en)
  - Prix Albert-Lasker pour la recherche médicale clinique : Katalin Karikó et Drew Weissman

- Médailles de la Royal Society [12]
  - Médaille Buchanan : Anne Ferguson-Smith
  - Médaille Copley : Jocelyn Bell Burnell
  - Médaille Darwin : Dolph Schluter
  - Médaille Davy : Malcolm Levitt (en)
  - Médaille Gabor : Peter Donnelly (en)
  - Médaille Hughes : John Irvine
  - Médaille royale : Colin Humphreys, Dennis Lo, Michael Green
  - Médaille Rumford : Carlos Frenk
  - Médaille Sylvester : Frances Kirwan

- Médailles de la Geological Society of London [13]
  - Médaille Lyell : Nicholas White
  - Médaille Murchison : Graham Pearson (en)
  - Médaille Wollaston : David D. Pollard

- Prix Turing en informatique : Jack Dongarra
- Prix Jules-Janssen (astronomie) : Jean-Pierre Luminet
- Médaille Bruce (astronomie) : Bruce Elmegreen
- Médaille linnéenne : Mary Jane West-Eberhard (en)[14]

- Médaille d'or du CNRS : Jean Dalibard
- Grand Prix de l'Inserm : Marion Leboyer[15]

## Décès
- 28 janvier :
  - Paul Josef Crutzen (né en 1933), météorologue et chimiste de l'atmosphère néerlandais, colauréat du prix Nobel de chimie 1995.
  - Alice Recoque (née en 1929), informaticienne française.
  - Lewis Wolpert (né en 1929), biologiste du développement, auteur et diffuseur britannique d'origine sud-africaine.

- 16 février : Bernard Lown (né en 1921), cardiologue lituanien.
- 21 février : Bernard Njonga (né en 1955), ingénieur agronome, militant et homme politique camerounais.
  - Marc Waelkens (né en 1948), archéologue belge.
- 26 février : Ronald Gillespie (né en 1924), chimiste britannique.

- 4 mars : Roger Coekelbergs (né en 1921), chimiste belge.
- 5 mars : 
  - Paolo Moreno (né en 1934), archéologue et historien de l'art italien.
  - Étienne Flaubert Batangu Mpesa (né en 1942), pharmacien et chercheur scientifique congolais.
- 18 mars :
  - Michel Alberganti (né en 1955), journaliste scientifique français.
  - Hermann Flaschka (né en 1945), physicien mathématicien austro-américain.
- 27 mars : Mary Jeanne Kreek (née en 1937), neurobiologiste américaine.
- 7 avril : Farid Alakbarli (né en 1964), historien d'Azerbaïdjan, spécialiste de manuscrits médicaux médiévaux.
- 8 avril : Mitiku Belachew (né en 1942), chirurgien belge d'origine éthiopienne.
- 11 avril : Ady Steg (né en 1925), urologue français.
- 16 avril : Charles Geschke (né en 1939), informaticien américain.
- 22 avril : Mirosław Handke (né en 1946), chimiste polonais.
- 23 avril : Dan Kaminsky (né en 1979), chercheur en sécurité informatique américain.
- 26 avril : Florence Piron (née en 1966), anthropologue et éthicienne franco-canadienne.
- 29 avril : David Burton Wake (né en 1936), herpétologiste américain.

- 6 mai : Humberto Maturana (né en 1928), biologiste, cybernéticien et philosophe chilien.
- 8 mai : Gordon Pettengill (né en 1926), radioastronome et physicien américain.
- 11 mai : Serge Bouchard (né en 1947), anthropologue, essayiste et animateur de radio québécois.
- 12 mai : Ubiratàn D'Ambrosio (né en 1932), historien des mathématiques brésilien.
- 14 mai : Masao Kawai (né en 1924), primatologue japonais.
- 22 mai : Yuan Longping (né en 1930), agronome chinois.
- 25 mai : Eilat Mazar (née en 1956), archéologue israélienne.
- 27 mai : María Teresa Miras Portugal (née en 1948), biologiste espagnole.

- 6 juin : 
  - Gérard Vergnaud (né en 1933), mathématicien, philosophe, éducateur et psychologue français.
  - Ei-ichi Negishi (né en 1935), chimiste japonais et lauréat du prix Nobel de chimie de 2010 avec Richard Heck et Akira Suzuki.
- 23 juin :
  - John McAfee (né en 1945), informaticien américain.
  - Martine Segalen (née en 1940), ethnologue française.
- 26 juin : Antoine Bailly (né en 1944), géographe suisse.

- 4 juillet : Richard C. Lewontin (né en 1929), biologiste, généticien et philosophe de la biologie américain.
- 6 juillet : Axel Kahn (né en 1944), scientifique, médecin généticien et essayiste français.
- 7 juillet : Pierre Laffitte (né en 1925), scientifique et homme politique français, fondateur de Sophia Antipolis.
- 10 juillet : Jean-Michel Dubernard (né en 1941), médecin français.
- 11 juillet : Philippe Aigrain (né en 1949), informaticien français.
- 17 juillet : Claudine Hermann (né en 1945), physicienne française, fondatrice de l'association Femmes & Sciences.
- 18 juillet : Michel Husson (né en 1949), statisticien et économiste français.

- 11 septembre : Simon Schnoll (né en 1930), biophysicien et historien des sciences soviétique.
- 16 septembre : Clive Sinclair (né en 1940), entrepreneur et inventeur britannique.
- 17 septembre : Thanu Padmanabhan (né en 1957), astrophysicien indien.

- 2 octobre : Michel Fernex (né en 1929), médecin suisse.
- 10 octobre :
  - Alban Bensa (né en 1948), anthropologue français.
  - Tássos Kourákis (né en 1948), généticien et homme politique grec.
- 11 octobre : Emiliano Aguirre (né en 1925), paléontologue espagnol.